# Marcus To
Marcus To (né le 20 octobre 1983) est un artiste de bandes dessinées canadien qui a travaillé dernièrement pour DC Comics comme artiste sur la série Batwing puis Nightwing. Il est surtout connu pour son travail sur Red Robin, Huntress et Soulfire. Le 9 juillet 2012, il a été annoncé que Marcus serait l'artiste pour l'adaptation nord américaine de Cyborg 009 qui sortira en juillet 2013. Il dessina The Multiversity: Guide (Mars 2015), le sixième numéro du projet de Grant Morrison, The Multiversity.

## Publications
- Aspen Seasons Spring 2005
- Aspen Seasons Fall 2005
- Fathom: Cannon Hawke n°1-5
- Fathom vol. 2 n°8
- Soulfire: Chaos Reign n°0 à 3
- Soulfire: Chaos Reign Beginnings n°1
- Black Panther n°24-25
- Red Robin n°6-21, 23-26
- Huntress mini-série n°1-6
- Batwing n°10-15
- The Flash n°10-11
- Hacktivist mini-série n°1-4
- Cyborg 009
- Nightwing vol.4 n°10-14 et 21-23